# Adamclisi (gmina)
Adamclisi – gmina w Rumunii, w okręgu Konstanca. Obejmuje miejscowości Abrud, Adamclisi, Hațeg, Urluia i Zorile. W 2011 roku liczyła 2250 mieszkańców.